# KZ-Nebenlager Redl-Zipf

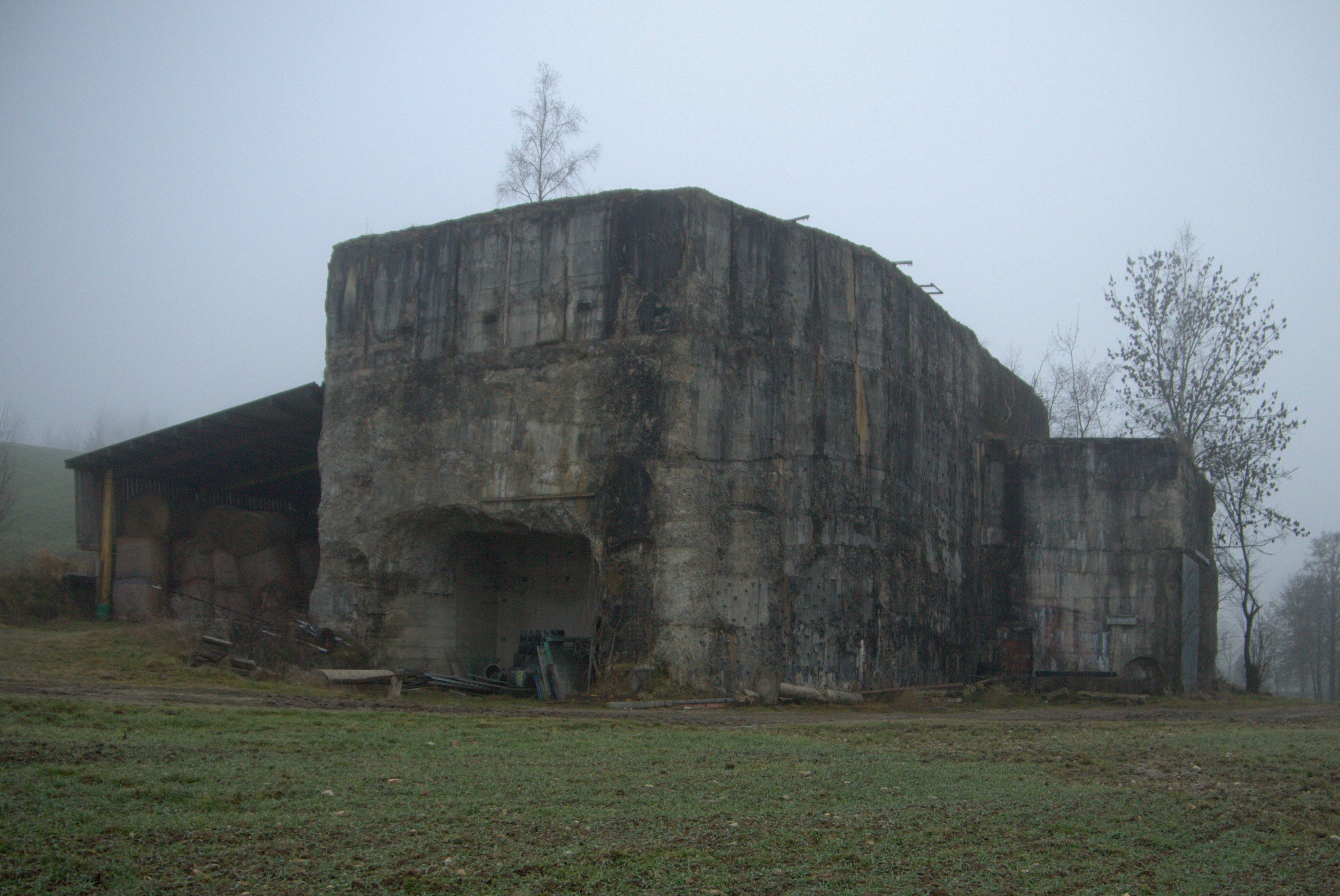
Der Trafobunker des KZ-Nebenlagers Redl-Zipf

Das KZ-Nebenlager Redl-Zipf, Deckname Schlier, war ein Außenlager des KZ Mauthausen auf dem Gemeindegebiet von Neukirchen an der Vöckla in Österreich. Es diente ab 1943 zur Produktion von Triebwerken der V2. 1945 wurde das Geldfälscherkommando der Aktion Bernhard hierher verlegt.

## Geschichte
Nach Luftangriffen auf Wiener Neustadt ab dem 13. August 1943 auf die dortigen Raxwerke und die Wiener Neustädter Flugzeugwerke wurden einige bedeutende Rüstungsbetriebe in Stollen oder Höhlen verlegt ("U-Verlagerung"). Die Bierkeller der Brauerei Zipf wurden ausgewählt, weil sie aus geologischen Gründen relativ unempfindlich gegen Bombenangriffe waren und weil vom Bahnhof Redl-Zipf an der Westbahn ein Anschlussgleis direkt ins Brauereiareal führte. Als Deckname des Rüstungsbetriebes wurde „Steinbruch-Verwertungs G.m.b.H., Betrieb Schlier“ gewählt; Schlier deswegen, weil in der Nähe von Zipf ein Mergelvorkommen ist. Die „Steinbruch Verwertungs GmbH“ hatte ihren Sitz in Attnang-Puchheim; der Ausbau und die Verwaltung lagen in den Händen von Dr. Rickhey und SS-Sturmbannführer Dr. Fritz Loth.
Das KZ Redl-Zipf war ein Nebenlager des KZ Mauthausen. Es wurde unter dem Kommando von SS-Hauptsturmführer Georg Bachmayer gebaut und am 11. Oktober 1943 eröffnet. Die Anzahl der Häftlinge im Lager schwankte stark, mit 1500 bis 1900 Zwangsarbeitern aus Frankreich, Italien, Polen, der Sowjetunion und Spanien als Höchststand. Nach dem Ausbau des Stollensystems durch die Häftlinge wurde Anfang 1944 der Betrieb eines Raketenteststands der „Vergeltungswaffe“ V2 aufgenommen. In dem „Vorwerk Schlier“ in Zipf wurden ca. 500 Triebwerke getestet, bevor sie in die V2 eingebaut und auf Großbritannien abgefeuert wurden. Die Anlage umfasste neben dem Triebwerksprüfstand eine Anlage zur Erzeugung von Flüssigsauerstoff (mit fünf Maschinen mit insgesamt ca. 1500 t/Monat Kapazität zur Versorgung der Versuche und von Fronteinheiten) und einen Trafobunker. Die Häftlinge bauten auch einen Gleisanschluss. In der Anlage arbeiteten viele Wissenschaftler, Ingenieure, Facharbeiter und Verwaltungsangestellte. Die Bewachung wurde von der SS, durch SD-Angehörige und von einer eigenen Wehrmachteinheit zur Absicherung von Zipf und Umgebung gestellt. Deren Zahl überstieg die Einwohnerzahl von Zipf.
Unfälle und Explosionen beim Testbetrieb des Triebwerkprüfstands forderten am 29. Februar 1944 und am 28. August 1944 etliche Todesopfer, u. a. Ilse Oberth, eine Tochter des Raketenforschers Hermann Oberth. Dadurch wurden die Triebwerkstests verzögert; zeitweise wurde auch die Sauerstoffproduktion lahmgelegt. Nach der zweiten Explosion wurden dort keine Triebwerke mehr getestet, sondern nur mehr Flüssigsauerstoff produziert.
Auch ein Teil der Nibelungenwerke wurde in das Stollensystem verlagert.
Das Lager Schlier beherbergte ab April 1945 auch die 141 Häftlinge des Geldfälscherkommandos der Aktion Bernhard, die aus dem KZ Sachsenhausen nach Zipf gebracht wurden.
Der Historiker Stefan Wedrac bezifferte 2018 den Häftlingshöchststand auf 2000 bis 2300 Menschen; davor war mitunter nur von 500 bis 900 Personen die Rede gewesen. Gesichert ist, dass mindestens 267 Häftlinge in diesem KZ starben. Da kranke Häftlinge in das KZ Mauthausen zurücktransportiert oder in der NS-Tötungsanstalt Hartheim vergast wurden, wurden vermutlich wesentlich mehr Menschen ermordet.
Das Lager wurde am 3. Mai 1945 unter dem letzten Lagerkommandanten, SS-Obersturmführer Alfons Bentele, evakuiert; die Häftlinge wurden auf Lastwagen und zum Teil zu Fuß ins KZ Ebensee transportiert. Die SS setzte am 4. Mai 1945 das Lager in Brand; heute ist dieses Gelände eine Wiese. Teile der Anlage bestehen noch heute, der Trafobunker kann besichtigt werden. Die Stollen befinden sich auf dem Firmengelände der Brauerei und können nur bei Führungen betreten werden. Ein Gedenkstein erinnert an die KZ-Stätte. Die ARGE Schlier bemüht sich um eine größere öffentliche Zugänglichkeit des Geländes.

## Reste und Gedenkstätte

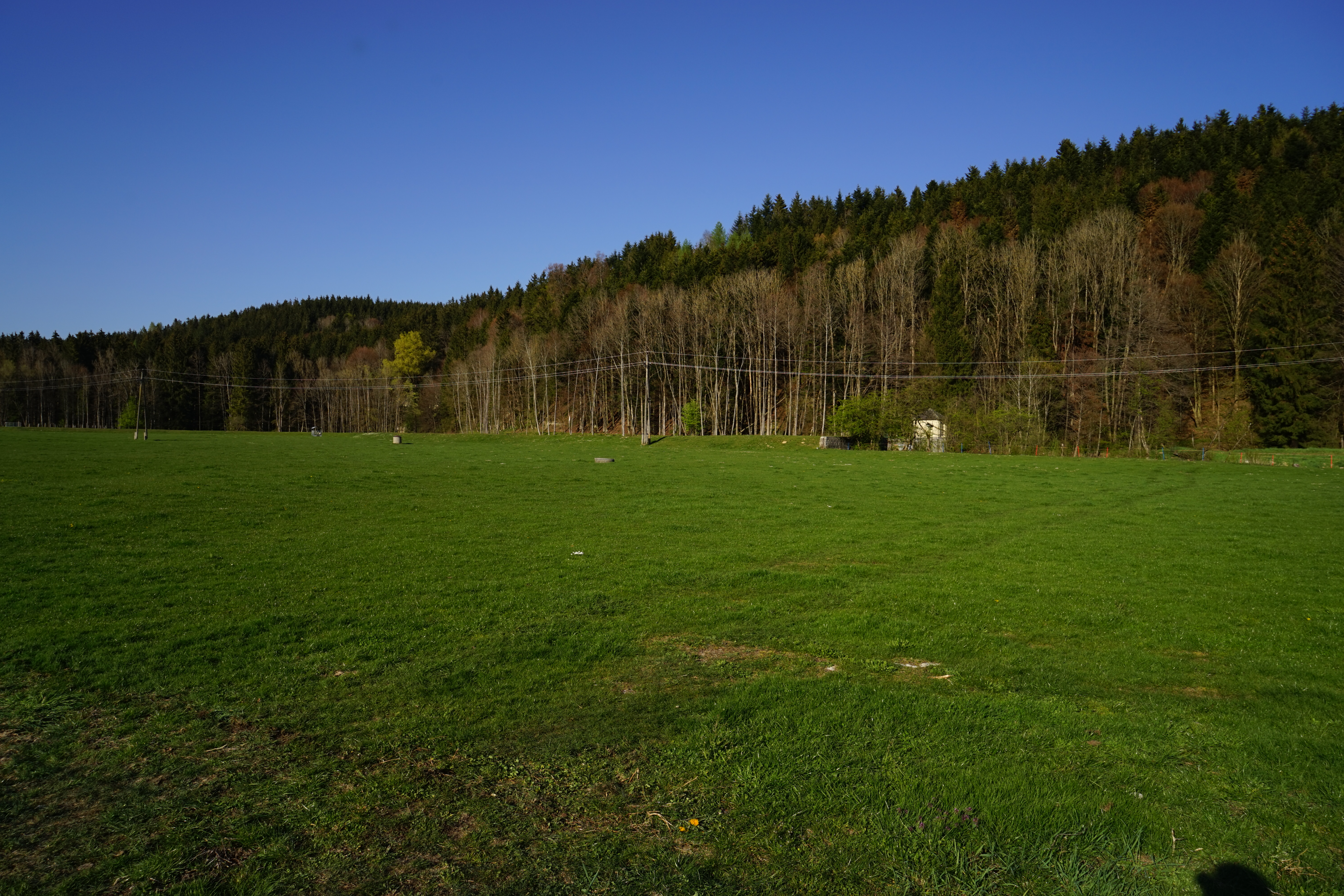
Das Gelände des Häftlingslagers nördlich von Zipf

Das Häftlingslager befand sich auf einem Grundstück nördlich von Zipf am westlichen Ufer des Frankenburger Redlbaches. Das Gelände ist heute eine Wiese. Von den Baracken des Lagers selbst ist nichts mehr zu sehen, einzelne Grundmauern der Lagerbaracken sind jedoch erhalten geblieben.
Heute noch erhalten und frei zugänglich sind
- der Trafobunker und
- das "Versorgungshaus", Sitz der SS-Verwaltung.

Nicht frei zugänglich, weil im Gebiet der Brauerei gelegen, sind
- das Kopfende des Luftansaugschachts,
- der Eingang zum Pionierstollen und
- die Prüfstände.

Eine Gedenkstätte konnte auf dem Gemeindegebiet von Neukirchen an der Vöckla nicht errichtet werden. So wurde neben der Pfarrkirche Zipf im Gemeindegebiet von Vöcklamarkt ein Denkmal errichtet.

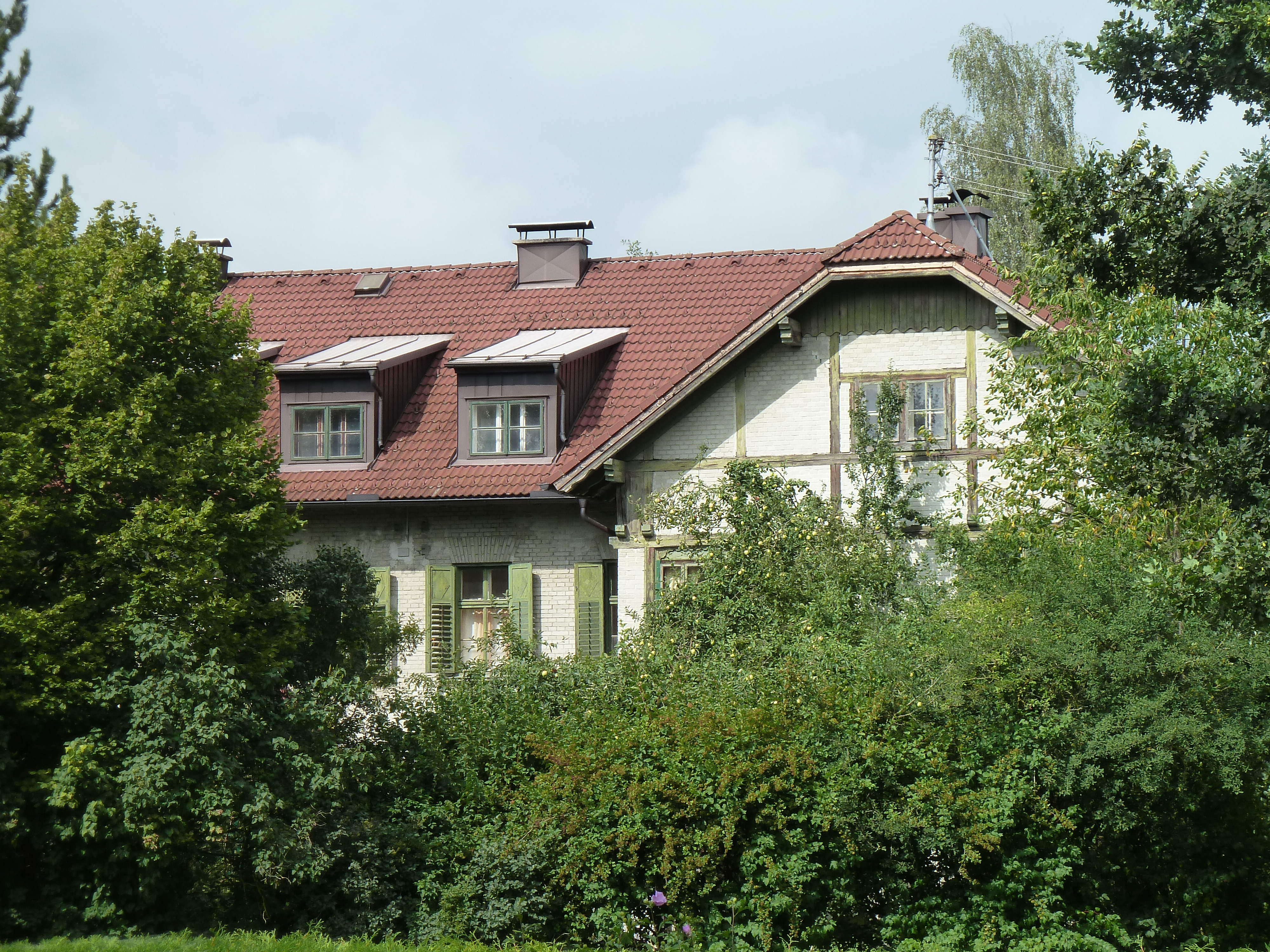
Das "Versorgungshaus". Sitz der SS-Verwaltung
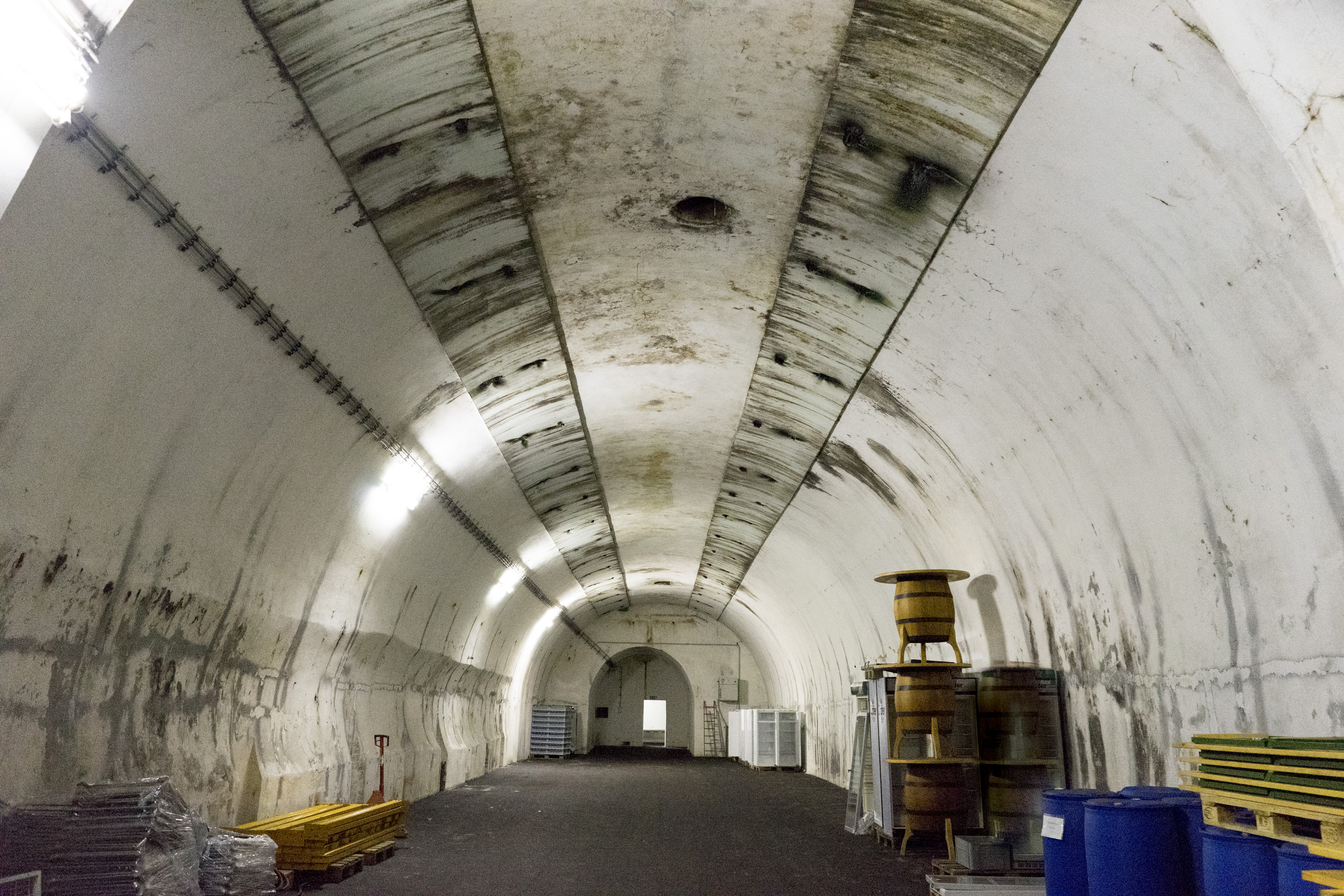
Einer der Bunker, in denen die Triebwerke hergestellt wurden. Die Raumhöhe war doppelt so hoch wie die Breite
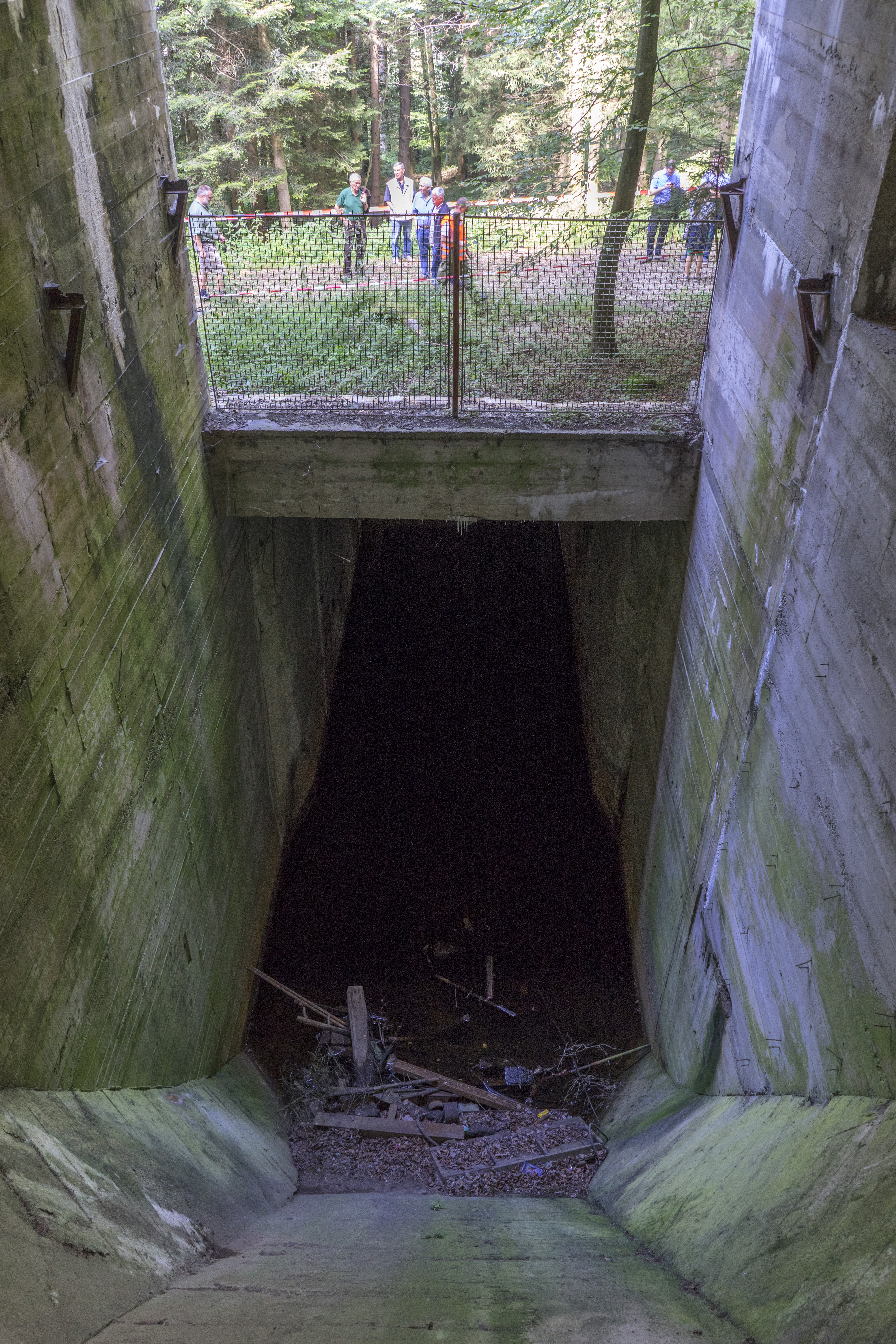
Einer der beiden Triebwerkprüfstände. Der Lärm war bis in 20 km Entfernung zu hören
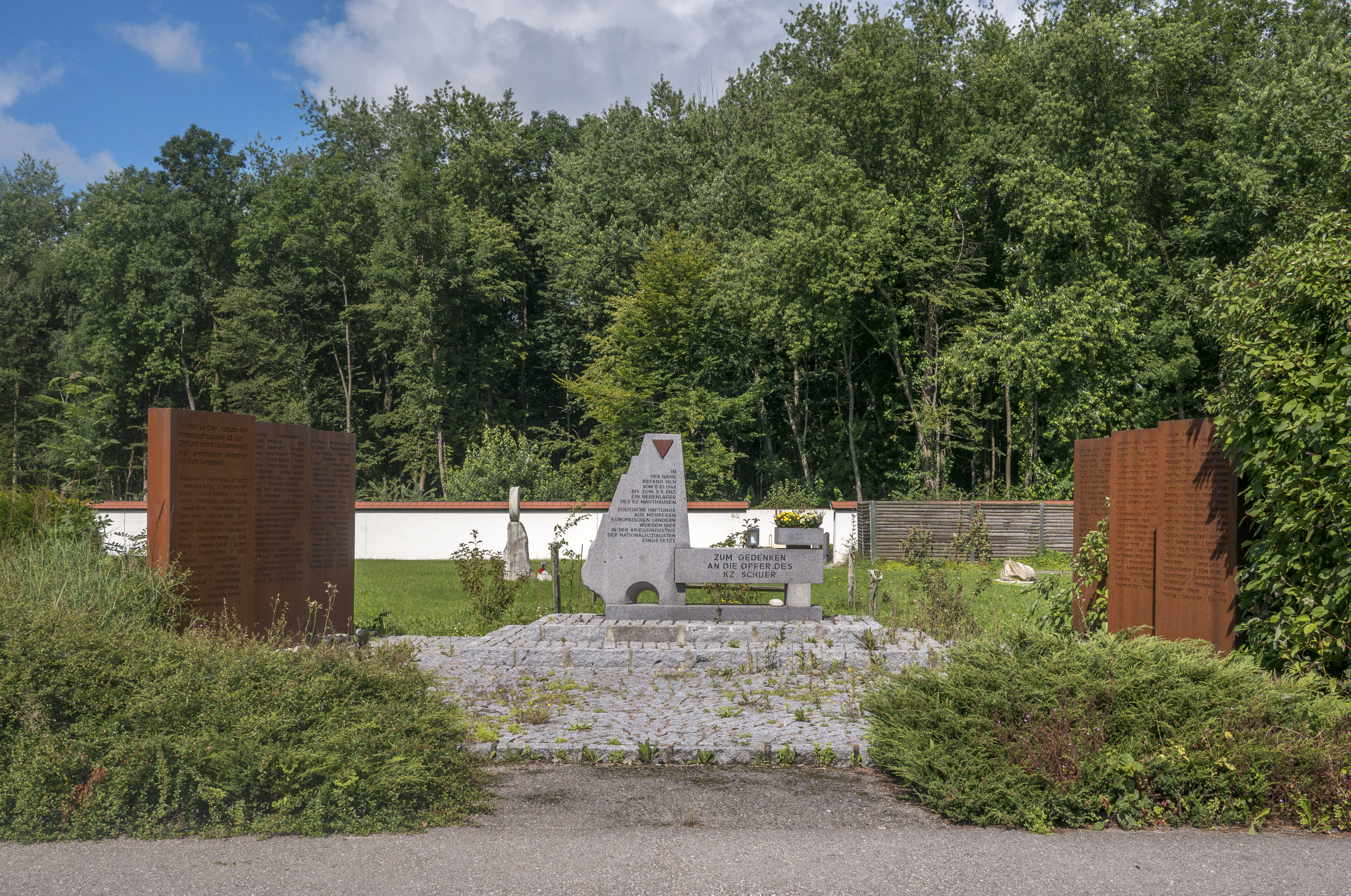
Das KZ-Mahnmal bei der Pfarrkirche Zipf

## Das KZ Redl-Zipf in der Kunst

### Literarische Bearbeitungen
- Reinhard Palm: Zipf. Thomas Sessler Verlag, Wien 1987. (ebenso erschienen in: Neue Rundschau 3, S.Fischer Verlag, Frankfurt am Main 1988)
- Z!PF oder Die dunkle Seite des Mondes – Ein Stück über das Bier, die Liebe, Raketen und ein KZ.
Zweiter Teil einer Trilogie von Franzobel, Uraufführung am 19. Juli 2007, Theater Hausruck. Das Theaterstück wurde im ehemaligen Kohlebrecher in Kohlgrube bei Wolfsegg (Oberösterreich) aufgeführt. Mit Martin Semmelrogge in der Hauptrolle des Lagerkommandanten.
- Franzobel, Stefan Griebl: Z!pf oder Die dunkle Seite des Mondes. Bibliothek der Provinz 2008, ISBN 978-3-85252-892-2.
- Walter Kappacher: Silberpfeile. Roman 2009, ISBN 978-3-423-13873-4
Der Roman erzählt von einem (fiktiven) Ingenieur, der in den dreißiger Jahren für die deutsche Auto-Union Rennwagen entwarf und dann im Zweiten Weltkrieg nach Zipf versetzt wurde, um dort die Raketentests zu begleiten.

### Film
- Deckname Schlier – Dokumentarfilm von Wilma Kiener und Dieter Matzka, absolut Medien, 1984.